# ニコライ・ポクロフスキー
ニコライ・ニコラエヴィチ・ポクロフスキー（ロシア語: Никола́й Никола́евич Покро́вский, tr. Nikolai Nikolayevich Pokrovsky、1865年1月27日 - 1930年12月2日）は、ロシア帝国の政治家。帝政ロシアの最後の外相となった（在任：1916年 - 1917年）。

## 生涯
ポクロフスキーはモスクワ大学とサンクトペテルブルク大学の法学部で学んだ。1889年、財務省で働き始め、1902年からは財務省の税務局の副局長、1904年からは局長を務めた。1906年、副財務相に任命され、主に税務関連の監督事務を行った。副財務相を1914年7月まで務めた後、1916年まで議会上院にあたる国家評議会の議員になった。1916年1月から11月まで、国家監査人を務めた。

### ロシア外務大臣
1916年11月30日（グレゴリオ暦）、ポクロフスキーはロシア外相に任命された。彼はドイツとの講和を推進したボリス・スチュルメルの後任であり、イギリスの新聞はポクロフスキーの任命がロシアにおけるドイツびいきが完全に鎮圧されたことと、ラスプーチン一派の完全敗北を意味するとしている。12月2日にポクロフスキーがはじめてドゥーマで演説するとき、彼は1915年にイギリスとフランス（と後にイタリアとも）締結した条約は、ロシアにダーダネルス海峡とコンスタンティノープルへの権利を与えたと発表した。ドイツ首相テオバルト・フォン・ベートマン・ホルヴェークはライヒスタークでの演説において、中立国で協商国との交渉を行うことを提案した。これを受けて、ポクロフスキーは12月15日にロシアは永遠に中央同盟国との平和条約に署名しないことを表明、ドゥーマで大きな拍手を巻き起こした。
ポクロフスキーはアメリカの資金をロシアの経済に引き込もうとした。財務省の支持もあって、彼はアメリカへ経済と金融に関する使節の派遣を提案した。1917年1月、ポクロフスキーはアメリカは戦争を終わらせるのに不可欠なので両国は協力関係を築くべきとする文書を準備した。2月21日、ポクロフスキーはニコライ2世への覚書でドイツに勝利することに対する自信を表明するとともに、10月までにコンスタンティノープルへの遠征軍を準備する可能性を打診した。同25日の閣僚会議において、ポクロフスキーは内閣総辞職を提案した。彼はドゥーマとヴァシーリー・マクラコフを長とする進歩派との交渉に派遣され、翌日にマリインスキー宮殿で行われた閣僚会議でその結果を報告した。進歩派は内閣総辞職を要求した。
2月革命の後、ポクロフスキーはロシアとアメリカの間の経済友好のための援助委員会の委員長を務めた。十月革命の後、ポクロフスキーは出国して、リトアニアのカウナスにあるヴィータウタス・マグヌス大学で教師を務めた。1930年、カウナスで死去。